# 保罗·奥兰多尼
保罗·奥兰多尼（Paolo Orlandoni，1972年8月12日—），是一名已退役的意大利足球运动员，司职守门员。

## 俱乐部生涯
奥兰多尼出身国际米兰青训体系，早期曾效力于一些低级别联赛球队。1998年7月奥兰多尼转会至雷吉納，成为主力球员并随队在1999年夏季升级至意甲联赛，之后他又短暂效力于博洛尼亚和拉齐奥。
2001年奥兰多尼加盟皮亚琴察，一开始只是球队的后备门将，直到04/05赛季才被提升为正选门将。2005年7月，33岁的奥兰多尼回到国际米兰，和球队签约2年，成为国际米兰的第三号门将。2006年5月14日，奥兰多尼在国际米兰和卡利亚里的比赛中首次代表蓝黑军团出场。在2007年5月29日、2008年5月26日、2009年5月12日和2010年6月29日，奥兰多尼先后四次和国际米兰延长合同。2010年12月7日，38岁的奥兰多尼在国际米兰客场0比3不敌云达不莱梅的欧冠小组赛中首发登场，这也是他的首场欧冠比赛。2012年5月16日，奥兰多尼在国际米兰官网发布告别信，宣布退役。